# Centre indépendant de la recherche sociale
Le Centre indépendant de la recherche sociale (CISR) (en russe : Центр независимых социологических исследований) est une association à but non lucratif créée en 1991 à Saint-Pétersbourg. Cet institut développe la recherche sociologique fondamentale, conduit des études, offre de l'expertise et forme de jeunes sociologues à la recherche. Centre de ressources, il s'investit dans le maintien des réseaux professionnels dans les sciences sociales.

## Histoire
L'idée de créer un centre sociologique indépendant remonte à la fin des années 1980 et revient à Victor Voronkov et à Oleg Vite, alors chercheurs à l'Institut de sociologie auprès de l'Académie des sciences de Russie. Dans l'ambiance de la libéralisation politique pendant la Perestroïka, ces chercheurs souhaitaient mener des recherches sociologiques sur des sujets encore interdits dans le cadre institutionnel soviétique. Leur idée de créer une petite structure démocratique et flexible, afin d'étudier la réalité sociale changeante et de s'intégrer continuellement dans la communauté sociologique internationale, a été appuyée par plusieurs collègues russes et étrangers, dont Edouard Fomin, Elena Zdravomyslova, Ingrid Oswald, Peter Lock.
Le Centre n'appartient pas au réseau des institutions publiques et subsiste grâce aux financements des fondations caritatives. Au moment de sa création officielle, en 1991, il avait déjà plusieurs projets à son actif. Ensuite, l'institut obtint de nombreuses subventions de fondations internationales et, en 1994, acquiert son premier local – un appartement communautaire situé sur l'île Vassilievsky qui fut transformé en bureaux. En 2000, le Centre acquiert un nouveau local sur l'avenue Ligovsky Prospect avec le concours de la Fondation Ford. En 2001, il reçoit sa première subvention « institutionnelle » de la Fondation Mac Arthur qui permet d'envisager des activités à long terme et d'élargir ses domaines de compétence. Depuis 2001, John D. and Catherine T. MacArthur Foundation, est devenu le principal partenaire de l'institut.

## Recherche et Publications
Depuis les années 1990, les chercheurs du Centre privilégiaient dans leurs recherches l'approche constructiviste qui était peu connue voire repoussée par la plupart des sociologues des institutions publiques, adeptes des approches positivistes et fonctionnalistes. Contribuer à disséminer l'approche constructiviste, pratiquer les méthodes qualitatives dans les enquêtes de terrain, telle était la vocation de l'institut pendant la première décennie de son existence. Pour enseigner et promouvoir ces méthodologies nouvelles pour la Russie, le Centre a organisé plusieurs colloques internationaux.
La plupart des projets des années 1990 portaient sur les milieux urbains. Dans les années 2000, le Centre s'ouvre à de nouveaux terrains en conduisant plusieurs enquêtes dans les villages du nord-ouest de la Russie ; dans des régions multiethniques, notamment dans le Caucase ; et dans les zones frontalières. De nombreux ouvrages ont été publiés, dont les communautés ethniques de Saint-Pétersbourg : La construction de l'identité sociale (« Konstruiruvanie ethnichnosti : Etnicheskie obshiny v Saint-Peterburg », 1998) ;  Le racisme dans la langue des sciences sociales en Russie (« Rasizm v jasyke sotsialnyh nauk », 2002) ; La police et les immigrés (« Politsiia i ethnicheskie migranty », 2011) ; Les inégalités du genre au travail (« Gendernoe neravenstvo v trudovoi sfere », 2008), L'économie grise dans l'espace post-soviétique (« Neformalnaia ekonomika v postsovetskom prostranstve » 2003).

## Formation continue
Outre la recherche, le Centre prend en charge la formation continue des jeunes chercheurs. Depuis 1998, il est partenaire de la Fondation Böll dans l'organisation d'une compétition des jeunes chercheurs. Depuis 2003, les écoles d'été sur les méthodes qualitatives sont organisées chaque année en partenariat avec l'Institut de sociologie de l'Académie des sciences de Russie. Un cours intensif bi-annuel d'écriture académique est mis en place depuis 2010.
Le CISR aujourd'hui emploie vingt-deux chercheurs, dont douze docteurs et dix doctorants.
Les domaines de recherche se répartissent ainsi : 
- la migration, l'ethnicité, le nationalisme ;
- les communautés des zones frontalières ;
- le genre, la famille, la sexualité, la procréation médicalement assistée ;
- les problèmes et conflits écologiques : villages pétroliers, négociations autour de la certification du bois, mouvements écologistes ;
- la sociologie urbaine ;
- le droit et la société.

Une trentaine de projets de recherche sont réalisés chaque année. 
Les chercheurs du Centre enseignent dans les universités russes et étrangères : l'Université européenne de Saint-Petersbourg, l'Université d'État de Saint-Pétersbourg, l'École des hautes études en sciences économiques, Université libre de Berlin, Université Humboldt de Berlin, Universität Freiburg, Université d'Helsinki, Université Johns-Hopkins, Université Yale.